# Вико, Джамбаттиста
Джамбаттиста Вико (итал. Giambattista Vico; 23 июня 1668, Неаполь — 21 января 1744, там же) — итальянский философ, основоположник философии истории и этнической психологии. Наиболее известной работой является «Основания новой науки об общей природе наций».

## Биография
Вико родился в Неаполе 23 июня 1668 года в семье библиотекаря. Окончив школу, он начинает осваивать философию.
По приглашению одного знатного господина работает гувернёром в замке Чиленто, где в библиотеке замка изучает труды Аристотеля, Платона, Аврелия Августина. В 1695 году возвращается в Неаполь. В 1697 году ему удаётся получить должность профессора риторики в Неаполитанском университете.
С 1699 по 1708 год Вико выступает с речами-посвящениями на академических собраниях, критикуя теоретические позиции так называемых новых учёных.
Чтобы издать свой главный труд «Основания новой науки об общей природе наций» (1725), Вико вынужден был продать фамильные реликвии, предварительно сократив рукопись втрое. Второе издание вышло в 1730 году, и третье — в 1744 году.

## Идеи

### «Новая наука»

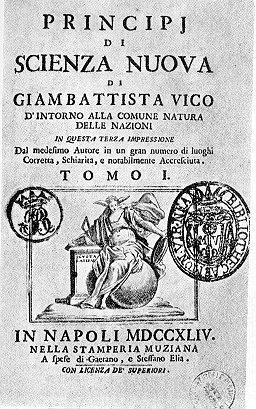
Титульный лист издания 1744 года

Главная книга Вико — это «Основания новой науки об общей природе наций».
Книга начинается с компромисса между христианским учением и историческим знанием. Хорошо созданное Богом, наделённое свободной волей, ставшее грешным по собственной вине человечество было наказано потопом и почти уничтожено. Выжившие разделились на избранный народ, получивший откровение Божие и под водительством Божиим начавший освободительное движение жизни, — и на праотцов языческих народов, погрузившихся в почти животное состояние и медленно выбиравшихся из него, фантастически изображённых «гигантов» (в картине первобытных времён видно влияние поэмы Лукреция «О природе вещей»). Религия, пусть даже тёмная, порождённая самым примитивным менталитетом, страхом перед проявляющейся в молниях высшей силой становится средством нового очеловечивания гигантов, постепенного возникновения социальных институтов и, наконец, сообществ народов. «Только религия заставляет народы совершать доблестные дела под влиянием чувств» — говорит Вико в заключении.
Божественная, героическая и человеческая эпохи теперь следуют друг за другом отдельно для каждого народа. Божественный или золотой век понимается при этом не как золотая эпоха в старом, идеализирующем смысле, а как эра, в которой впервые было посеяно зерно — первое золото мира и, согласно представлениям первобытных людей, по Земле странствовали боги. Все народы совершали, как и отдельный человек, одно и то же продвижение от самого примитивного существования до зрелости разумной гуманности, которая и является подлинной природой человека. Наиболее значительная идея заключалась в том, что именно различная душевная организация людей, сначала почти животная, а затем постепенно гуманизировавшаяся, порождала соответствовавшие ей нравы, социальные и государственные институты на каждой ступени — от безгосударственной разъединённости гигантов до народной республики и абсолютной монархии. Сила творческой фантазии идёт на убыль, её место занимают рефлексия и абстракция. Прокладывают себе дорогу справедливость и естественное равенство, разумная природа людей, «которая только и является человеческой природой». Но человеческая слабость не позволяет полностью достичь совершенства или удержать его. Народ, приближающийся к совершенству, оказывается жертвой внутреннего нравственного распада, возвращается в прежнее варварство и начинает тот же жизненный путь.

### Божественный промысел
Вико был несокрушимо убеждён в том, что Бог управляет миром в соответствии со своими замыслами и своей волей определяет историю народов, но отбросил антропопатическое представление, в соответствии с которым карающий гнев или милость Божья непосредственно могли ощущаться как счастье или несчастье народов. Он заставил Бога проявляться в истории только через созданную им самим человеческую природу. Природе человека свойственно думать только о своей личной пользе. Божественный дух даёт её страстям возможность свободной игры, так как он дал ей свободу воли, но одновременно Он заставляет размышлять и мудро руководит этой свободной игрой, чтобы из неё развивались гражданское устройство, постепенное преодоление варварства и, в конце концов, гуманность. Как говорит Вико, Он «поставил их ограниченные цели на службу своим более высоким целям для сохранения рода человеческого на этой Земле». Здесь исток слов Гегеля о хитрости разума и учения Вундта о гетерогенности целей.

### Миф и язык
Мышление и слово человека на ранней исторической стадии было полностью поэтическим, порождённым фантазией. Мифы являлись для Вико ничем иным, как поэтически рассказанной историей с помощью фантастических родовых понятий, доступных пониманию благодаря громадной фантазии людей, так что, например, Геркулес, не будучи подлинной исторической личностью, отражал для него действительную жизнь как «героический характер основателей народов с точки зрения их усилий». Мифы и языки, наиболее подлинные реликты того времени, стали для Вико настоящим источником исторического познания, а сообщения историков и философов более позднего времени, искажённые предрассудками их времени, утратили свою ценность.

### Борьба классов
Вико осознавал своеобразную связь формалистической жёсткости с первобытной красочностью, свойственную правовым понятиям древности, значение классовой борьбы между патрициями и плебеями, преобразующее государство, и тем самым значение классовой борьбы вообще. Карл Маркс ценил у Вико мысль об изначальной и неискоренимой враждебности общественных классов.

## Наследие и влияние

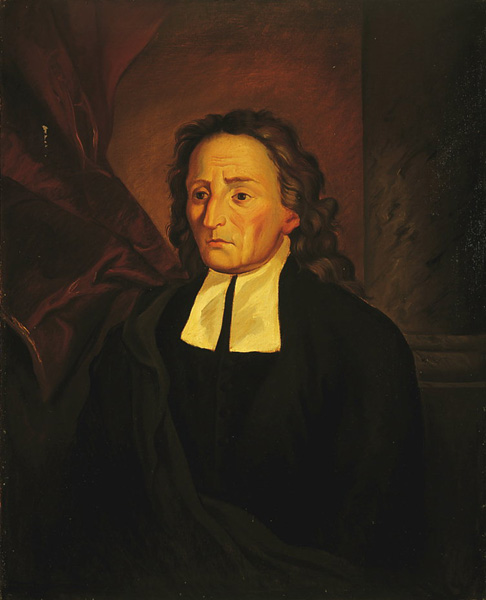
Франческо Солимена. Портрет Джамбаттисты Вико

Вико стоял в стороне от духовной жизни XVIII века. У Монтескьё была книга Вико, но он ни словом её не упоминает.
Помимо Маркса и Шпенглера, высоко ценили творчество Вико такие мыслители, как Гёте, Гердер, Гегель, Кузен, Мишле, его идеи повлияли на философию времени и мифологии в «Улиссе» Джойса.
Следующей после «The Philosophy of G. B. Vico» (1911) Бенедетто Кроче книгой, интерпретирующей огромный диапазон творчества Вико, согласно Princeton UP, стала лишь «The New Map of the World» Джузеппе Маззотты самого конца XX века (в то же время Сесилия Миллер назвала её «лучшей книгой о Вико… написанной на каком-либо языке с тех пор, как Исайя Берлин сорок лет назад прочитал свои лекции о Вико… которые позже стали первой частью книги „Вико и Гердер: два исследования по истории идей“»).

## Издания на русском языке
- Основания новой науки об общей природе наций. М., Киев, 1994. — 628 с. — ISBN 5-7707-6098-2, ISBN 5-87983-017-9.